# Svinjarevci
Svinjarevci su naselje u Republici Hrvatskoj, u sastavu Općine Bogdanovci, Vukovarsko-srijemska županija. Svinjarevci se nalaze jugozapadno od Vukovara pokraj državne ceste D57, te se sastoje od 7 ulica.

## Ime
Djelatnica područne škole po sjećanju tvrdi da je u nestaloj spomenici područne škole Svinjarevci bilo zapisano da je na području današnjih Svinjarevaca bila velika i žirom plodna hrastova šuma u kojoj su prvi Svinjarevčani izgradili torove i uzgajali brojne svinje. Ljudima je bilo daleko putovati 4 km  kako bi nahranili svinje pa su se počeli seliti k torovima. Malo po malo gradili su kuće te na kraju izgradili selo koje je prema njima dobilo ime Svinjarevci. Do preseljenja u selo tada je bilo selo na Rudini "Svetinje". Da je na Svetinjama bilo naselje svjedoče velike opeke, koje su se ondje iskopale (tijekom oranja). Ondje su pronađeni: novčići iz toga doba, dijelovi posuđa od gline, komadi željeza od oruđa spomenuti u sekciji ispod.

## Povijest
Tijekom osmanlijskih osvajanja između 16. i 18. stoljeća Svinjarevci su spadali u kadiluku Nijemci, te se u defteru (popisu) iz 1570.g. spominju kao “Isvinarevçi” s 20 domaćinstava od kojih je većina turskih.  Oko ovog vremena postoje dokazi preseljenja sela no nakon izgona Turaka selo je tek osiromašilo. Kasnije se počinju naseljavati Nijemci iz Bačke te Šokci iz Bosne. Između 1944. – 1945. žitelji njemačke nacionalnosti bili su prisiljeni napustiti selo dolaskom partizana i nove vlasti. Nakon odlaska Nijemaca u njihove kuće su se uselili došljaci iz Dalmacije (kolonisti), većina ih je srpske nacionalnosti te i danas dan žive u Svinjarevcima. Od 1964. počinju se naseljavati stanovnici iz BiH.

## Stanovništvo
Od početka vođenja evidencije stanovništvo Svinjarevaca kontinuirano raste sve do 1971. kada bilježi prvi pad za 162. Nakon blagog porasta 1991. započinje velikosrpska agresija te stanovništvo počinje opadati i aj pad traje do današnjih dana. Prema popisu 2021. Svinjarevci imaju 304 stanovnika i otprilike 240 kućanstava.
| broj stanovnika | 500   | 610   | 691   | 760   | 726   | 771   | 760   | 810   | 851   | 838   | 917   | 912   | 750   | 765   | 575   | 386   | 288   |
|                 | 1857. | 1869. | 1880. | 1890. | 1900. | 1910. | 1921. | 1931. | 1948. | 1953. | 1961. | 1971. | 1981. | 1991. | 2001. | 2011. | 2021. |

## Udruge i društva
- DVD Svinjareci – osnovali su ga 1928. mjesni Nijemci i Hrvati. Radi iseljavanja Nijemaca tijekom Drugoga svjetskog rata, Društvo staje s radom. Završetkom rata obnavlja se rad društva i nabavlja vatrogasna oprema. Kasnije se tijekom stoljeća gradi vatrogasna postaja. Početkom Domovinskoga rata, članovi Društva uključuju se u obranu sela. U ratu je devastiran vatrogasni dom, čija je obnova počela 1998.
- Lovačko društvo Fazan – osnovano 1947.
- KUD Dukat Svinjarevci – osnovano 1974.
- ŠRU Čikov Svinjarevci – osnovana 2011.
- Udruga žena Svinjarevci

## Šport
U Svinjarevcima je osnovan NK Mladost Svinjarevci 1950. godine, te je te iste godine klub dobio prvu pravu kožnu loptu. Odmah sljedeće godine NK Svinjarevci organizira svoj prvi nogometni turnir. Klub je ugašen 2008. godine. Nakon neuspješne sezone 2007./08. klub se 2010. obnavlja i ponovo kreće s natjecanjem u 3. ŽNL.

## Iskopi i arheološko nalazište
U okolici Svinjarevaca je 1880. iskopane su ostave zlatnog I srebrnog novca iz 15-16. stoljeća u keramičkim čupovima. No kako su seljaci mislili nešto zadržati za sebe sveukupno je sačuvano oko 200 komada. Novac je zakopan prije 1567. godine te ostava je sadržavala zlatnike, srebrnjake, talire i forinte raznih: vladara, biskupa, nadbiskupa...
A arheološko nalazište Svinjarevci su postali iskopavanjem starohrvatskoga groblja krajem 19. stoljeća. Groblje je spadalo pod bijelobrdsku kulturu (11. stoljeće), u nekim grobovima pronađeni su ugarski denari kraljeva Bele I. i Ladislava (11. st).

## Modernizacija
- Struja: Priključena koncem 1957. godine nakon izrade dvaju trafostanica. Struju je tada pustio najstariji mještanin Ivan Baran.
- Vodoopskrba: 1986. godine je provedena vodovodna mreža.

## Galerija
- Vatrogasci DVD-a Svinjarevci 1937.
- Vatrogasna vježba DVD-a Svinjarevci 2008.